# Охотниково (электростанция)
«Охотниково» — солнечная электростанция общей мощностью 80 МВт, расположенная возле села Охотниково в Сакском районе Крыма. Занимает площадь более 160 гектар и состоит из примерно 356 000 модулей.
Проект разделен на четыре очереди по 20 МВт. Станция «Охотниково» может производить 100 млн кВт⋅ч электроэнергии в год, что позволяет сократить выбросы углекислого газа до 80 тыс. тонн в год. Построена австрийской компанией Activ Solar.
Компания Activ Solar увеличила мощность СЭС «Охотниково» на 2,65 МВт за счет установки дополнительных панелей на ранее не использовавшихся площадях. Мощность СЭС «Охотниково» возросла с 80 МВт до 82,65 МВт.